# Дом Воронцова (Симферополь)

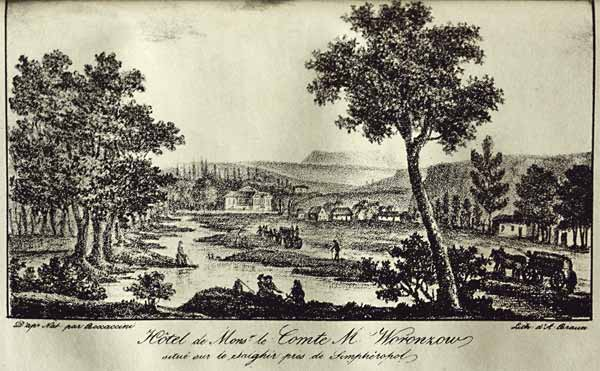
Вид на дворец графа Воронцова. Ш. А. Монтандон «Путеводитель путешественника по Крыму». Одесса, 1834. Литография по рисунку с натуры А. Фаццарди

Дом Воронцова, среди симферопольцев более известный как «Дом на Салгире» — симферопольская резиденция генерал-губернатора Новороссийского края Михаила Семёновича Воронцова. Один из самых первых памятников Крыма, построенный в стиле классического ампира с применением декоративных деталей. Резиденция Воронцова — важная историко-архитектурная достопримечательность города. Находится в старинном городском парке Салгирка (Ботанический сад при Таврическом университете Салгирка) города Симферополь, Республики Крым по адресу пр. Вернадского, 2.

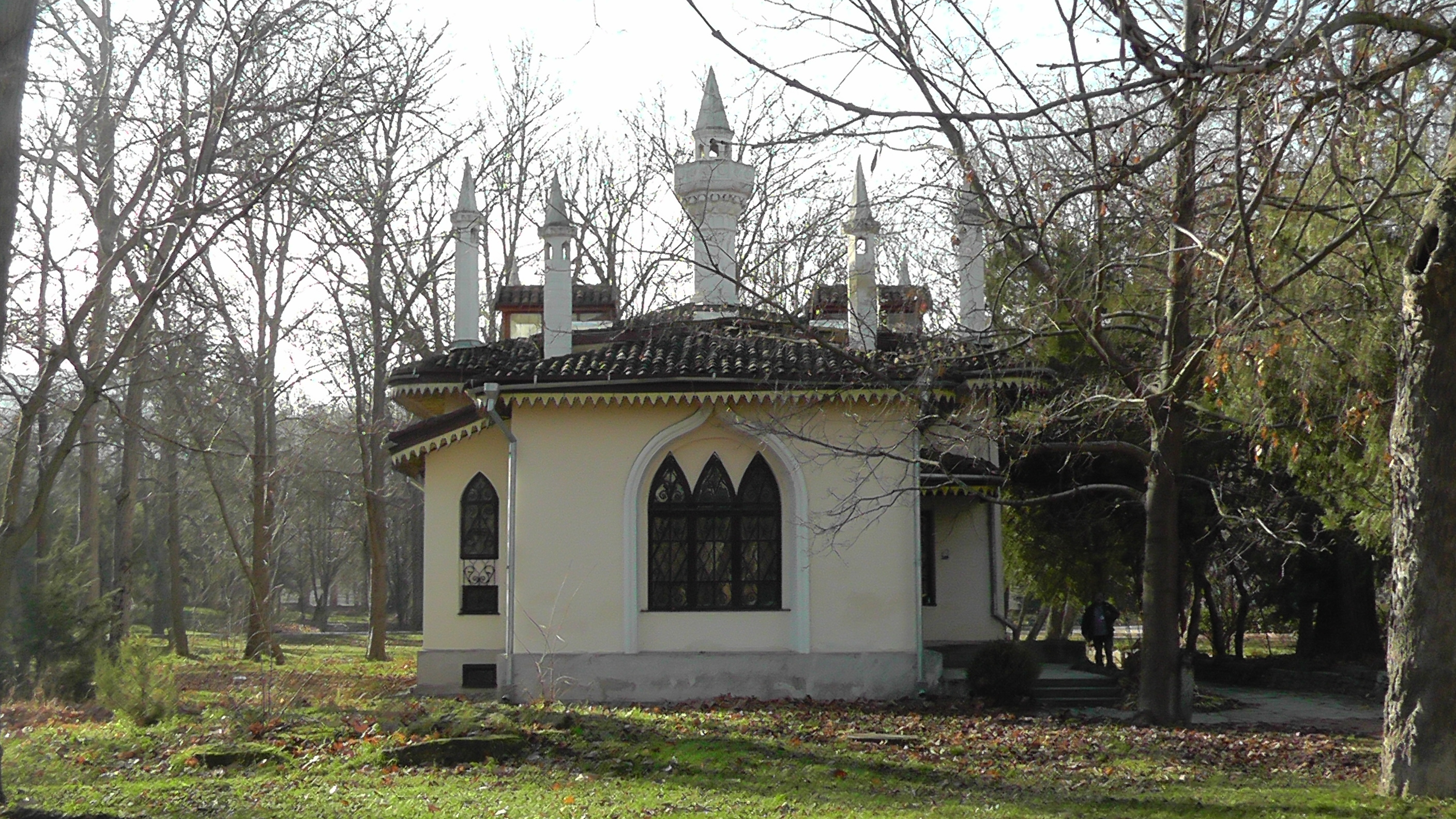
Дом М. С. Воронцова - кухонный корпус, архитектор Ф. Ф. Эльсон

Столовая при дворце построена в отдельном корпусе в 1827 году. Автор проекта первый архитектор Южного берега Крыма Ф. Ф. Эльсон. Построено в стиле крымскотатарской архитектуры, которую Эльстон изучил надзирая за реставрацией Бахчисарайского дворца.